# 徳島県道17号小松島港線
徳島県道17号小松島港線（とくしまけんどう17ごう こまつしまこうせん）は、徳島県小松島市を通る県道（主要地方道）である。

## 概要
全線にわたって2車線が確保されている。
2019年2月16日、終点側の小松島市江田町から小松島市前原町（国道55号交点）間で整備中であった国道55号徳島南バイパスや建設中の四国横断自動車道小松島インターチェンジへのアクセスを目的とした「江田バイパス」（L=約600m）が開通した。

### 路線データ
- 起点：徳島県小松島市小松島町新港（小松島港）
- 終点：徳島県小松島市前原町（国道55号交点）
- 総距離：2.265 km（平成29年徳島県道路現況調書）

## 歴史
- 1954年11月12日 - 主要地方道小松島港線として認定。[要出典]
- 1972年03月10日 - 徳島県道17号小松島港線として再認定。[要出典]
- 1993年（平成5年）5月11日 - 建設省から、県道小松島港線が小松島港線として主要地方道に指定される[3]。
- 2009年04月01日 - 終点が小松島市江田町から同市前原町に変更[4]。
- 2019年（平成31年）2月16日 - 江田バイパスが開通[1]。

## 地理

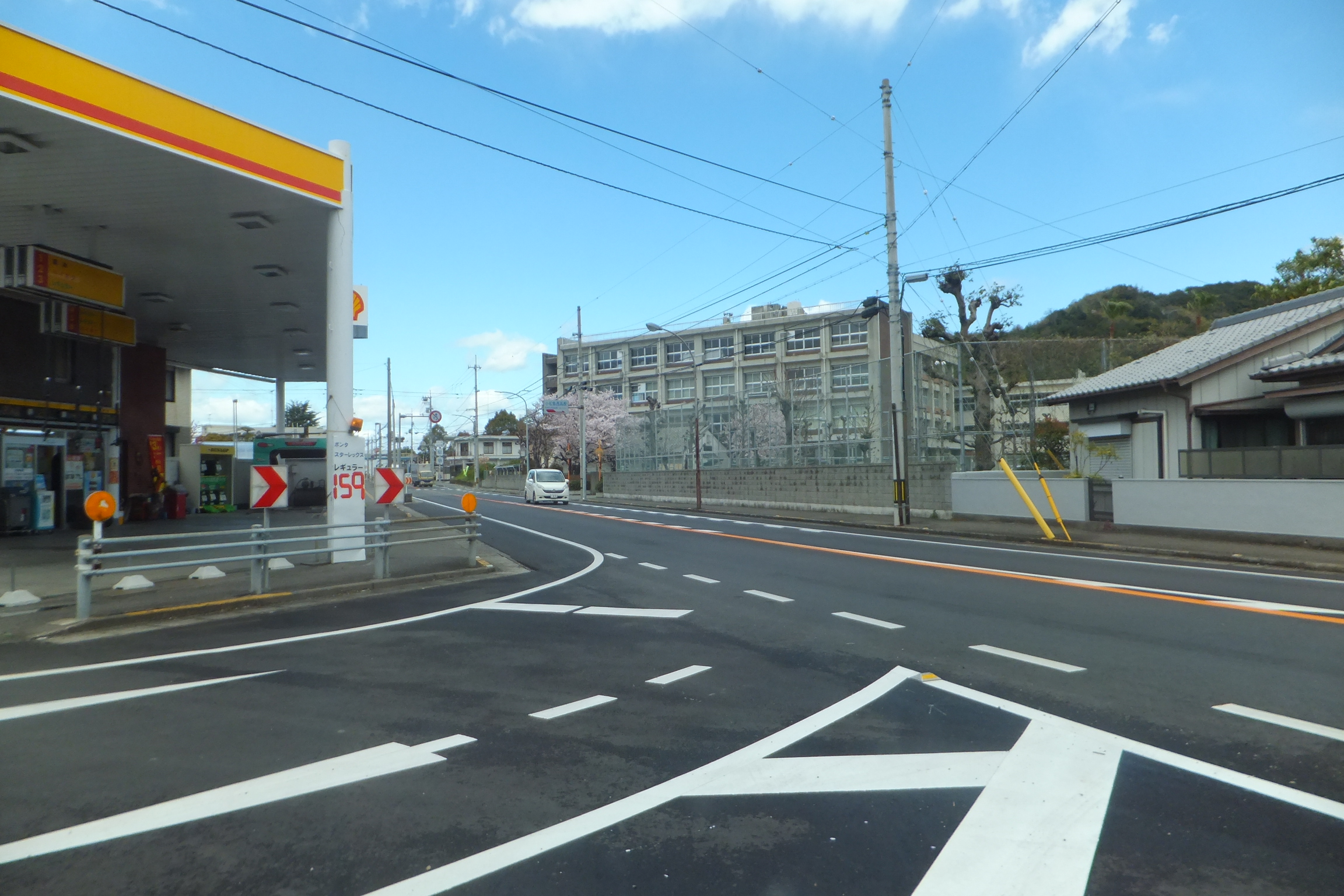
徳島県立小松島西高等学校前
小松島市中田町字原ノ下で撮影

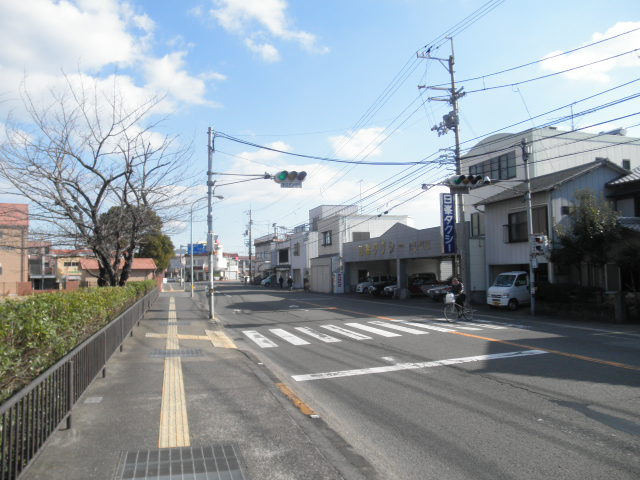
徳島県立みなと高等学園前
小松島市中田町字新開で撮影

### 通過する自治体
- 小松島市

### 交差する道路
- 徳島県道178号小松島港南小松島停車場線（小松島市小松島町新港）
- 徳島県道213号二條通新港線（小松島市小松島町新港）
- 徳島県道33号小松島佐那河内線（小松島市中田町新開）
- 徳島県道120号徳島小松島線（小松島市江田町腰前）
- 国道55号（小松島市前原町、終点）